# Rhynchotus maculicollis
Rhynchotus maculicollis je vrsta ptice iz roda Rhynchotus iz reda tinamuovki.
Prije je smatran podvrstom crvenokrilog tinamua, ali je razlika među njima u pjevu i pjegama i prugama na glavi i vratu. 2006. Američki ornitološki savez odvojio je ovog tinamua kao zasebnu vrstu. Živi u Andama sjeverozapadne Argentine i Bolivije.
Ima crne pruge i pjege na glavi i vratu. Hrani se plodovima s tla ili niskih grmova. Također se hrani i malom količinom manjih beskralježnjaka i biljnih dijelova. Mužjak inkubira jaja koja mogu biti od čak četiri različite ženke. Inkubacija obično traje 2-3 tjedna.